# Pierre-Joseph Proudhon
Pierre-Joseph Proudhon (Besançon, 1809. január 15. – Párizs, 1865. május 14.) francia libertárius szocialista-anarchista elméletalkotó, újságíró, „az anarchizmus atyja”: az anarchizmus elméletének egyik megalkotója és egyik legnagyobb hatású képviselője, nemzetgazdász, társadalomkritikus.
Műveltségét autodidakta módon szerezte, első olvasmányai a Biblia és Charles Fourier művei voltak. 1837-ben elnyerte a Besançoni Akadémia hároméves ösztöndíját. Ösztöndíjas tanulmányainak eredménye 1840-ben megjelent „Mi a tulajdon?” című könyve. Szerinte a tulajdon lopás, mivel nem saját munkán és a méltányos cserén alapul, hanem a termelőeszközök tulajdonosainak monopolhelyzetén, amely az idegen munka jogtalan kisajátítását eredményezi, és egyenlőtlen cserét tesz lehetővé. A magántulajdon elutasításának gondolatából következik minden tekintély, főként az állam és Isten elutasítása. Proudhon szerint a kormányzás valódi formája az anarchia.

## Közgazdasági nézetei
1846-ban jelent meg a gazdasági kérdésekkel foglalkozó „A gazdasági ellentmondások rendszere vagy a nyomor filozófiája” című könyve. Vizsgálódásait az érték elemzésére építi. Azt tartja, hogy a használati érték és a csereérték között állandó ellentmondás van. A szükségesnél nagyobb mennyiségben előállított áru, mint használati érték tömegének növekedése együtt jár csereértékének csökkenésével. Használati érték szempontjából a termelőre nézve a minél nagyobb termékbőség a kedvező, míg a csereérték szempontjából a termék minél nagyobb ritkasága. A használati érték és a csereérték ellentmondása akkor oldódik fel, ha a terméket a társadalmi szükségleteknek megfelelő arányban termelik, ekkor a termelők az áru teljes értékét (amit Proudhon is az áruban levő munkamennyiséggel határozott meg) realizálják és a csereérték egybeesik az értékkel. Proudhon azt tartja, hogy a termék értékének nagysága közvetlenül kifejezi a jószág abszolút társadalmi hasznosságát. A hasznos javak nagy mennyiségben fordulnak elő, ezért kicsi a csereértékük, míg a haszontalanok ritkák és magas a csereértékük.
A kapitalizmusban Proudhon szerint anarchia uralkodik, mert nincs központi hatalom, ami a termelést a szükségleti arányoknak megfelelően szervezné, ezért a termékek nem értékükön cserélődnek. A pénz az egyedüli, ami az államhatalom által megállapított szilárd értékkel bír és mindig értékén cserélődik emiatt. Ez a pénz rendkívüli hatalmának az oka. Proudhon következtetése ebből az, hogy minden termelőt pénztulajdonossá kell tenni. Ennek elérésére egy központi árubankot képzelt el, ahol minden termelő pénzre válthatná a bank által megállapított áron az áruját. A munkások pedig kamatmentes hitelt kapnának a banktól, hogy termelőeszközöket vehessenek és termelőkké váljanak. (Proudhon ezáltal megoldottnak gondolta a kisárutermelők realizálási problémáját, de arra nem adott választ, hogy a bank hogyan tudja az általa megvásárolt valamennyi árut értékesíteni.)
Karl Marx 1847-ben A filozófia nyomorúsága c. művében és más munkáiban szigorú bírálatnak vetette alá Proudhon elméleti és politikai nézeteit.

## Magyarul
- Marx és Proudhon / Marx: A filozófia nyomorúsága / Pierre-Joseph Proudhon: A nyomorúság filozófiája; összeáll., előszó Haskó Katalin, szerk. Lukács Katalin, Proudhon-részletek ford. Lukács Katalin, Petőcz György; Kossuth, Bp., 1988